# BuB
BuB – Forum Bibliothek und Information, 1948 unter dem Titel „Bücherei und Bildung“ vom damaligen „Verein Deutscher Volksbibliothekare“ als Nachfolgepublikation gegründet (ab 1971: „Buch und Bibliothek“, seit 2000: „BuB“), ist heute die am weitesten verbreitete, spartenübergreifende deutschsprachige bibliothekarische Fachzeitschrift.

## Geschichte und Programmatik der Zeitschrift
Mit Genehmigung der amerikanischen Besatzungsbehörde erschien im November 1948 in Bremen das erste Heft der Neugründung der Zeitschrift unter dem Titel Bücherei und Bildung des erst im Juni 1949 offiziell in Fulda gegründeten Vereins der Volksbibliothekare, herausgegeben vom Direktor der Volksbüchereien der Freien Hansestadt Bremen, Werner Mevissen (1911–1978). Auch diese Nachfolgepublikation enthielt bis 1976 schwerpunktmäßig Buchkritiken, die ab dem Zeitpunkt in einem Informationsservice der Ekz.bibliotheksservice erscheint. Der erste Chefredakteur war Hans Harald Breddin, der auch den Bereich Buchkritiken einrichtete und betreute.
Eine Neukonzeption in der Programmatik 1970/1971 führte zu einer weiteren Titeländerung in »Buch und Bibliothek« (ISSN 0340-0301). 2001 erfolgte ein bis heute gültiger Namenswechsel in »BuB: Forum für Bibliothek und Information« (ISSN 1869-1137). Seit 2000 wird die Zeitschrift vom Berufsverband Information Bibliothek (BIB) getragen.
Heute enthält BuB Aufsätze, Kommentare, Diskussionsbeiträge, Interviews, Berichte und Nachrichten sowie Rezensionen aus dem Themenspektrum der öffentlichen wie der wissenschaftlichen Bibliotheken, des Medien- und Informationsmarktes, der Bildungs- und Kulturpolitik sowie die Rubrik „Aus dem Berufsverband“ (verantwortlich für den Verbandsteil: Katrin Lück und Karin Holste-Flinspach). Zu den Autoren des Blattes zählen – neben Bibliothekaren und Informationsexperten des In- und Auslands – auch Politiker, Hochschullehrer, Schriftsteller und Journalisten.
Verantwortlich für den Inhalt sind die beiden von Mitgliedern des Berufsverbands Information Bibliothek (BIB) direkt gewählten Herausgeber, ein vom BIB-Vorstand delegierter Herausgeber sowie die Redakteure Bernd Schleh (verantwortlich) und Steffen Heizereder.
Seit dem 50. Jahrgang 1998 hat BuB einen Redaktionsbeirat, dem Persönlichkeiten aus unterschiedlichen Bereichen (nicht nur) des Bibliotheks- und Informationswesens angehören. Bezieher von BuB sind neben den rund 6.500 Mitgliedern des BIB, für die das Abonnement im Vereinsbeitrag enthalten ist, auch Bibliotheken des In- und Auslands, Ausbildungsstätten oder Kulturpolitiker.
Ende 2012 wurde die Homepage von BuB ausgeweitet, seitdem sind dort auch aktuelle Kurzmeldungen zum Bibliothekswesen zu finden. 2021 wurde die Homepage völlig neu gestaltet, seitdem werden regelmäßig ganze Artikel aus den aktuellen Ausgaben zum Lesen angeboten. Schon früher wurde ein Heftarchiv ab 2006 auf der Homepage eingerichtet, alle Hefte stehen im Heftarchiv drei Monate nach Veröffentlichung der Hefte auf der Webseite als PDF vollständig zum Download bereit.
BuB wird einerseits im Repositorium BIB-OPUS erschlossen, ab Jahrgang 33.1981 sind die Metadaten der Artikel enthalten, die Jahrgänge 2015–2016 sind auch im Volltext erfasst. Andererseits findet sich BuB auf dem Repositorium Universal Multimedia Electronic Library (UrMEL) der Thüringer Universitäts- und Landesbibliothek (ThULB). Dort wird Bereitstellung mit Volltexten weiter ausgeweitet, bis die Zeitschrift digital voll erschlossen ist.
Jährlich erscheinen in einer IVW-geprüften Auflage von 7.677 Exemplaren, zehn Hefte mit insgesamt 700 redaktionellen Seiten.

## Chefredakteure/verantwortliche Redakteure
- Bernd Schleh
- Manfred Rothe
- Dietrich Segebrecht
- Hans Martin Sonn
- Hans Harald Breddin

## Herausgeber
- Delegierter Herausgeber 2018–2021: Dirk Wissen
- 2014–2019: Olaf Eigenbrodt, Brigitte Döllgast
- 2011–2014 Carola Schelle-Wolff und Olaf Eigenbrodt
- 2006–2014 Carola Schelle-Wolff, Konrad Umlauf, Cornelia Vonhof
- Georg Braune
- Dietrich Walter
- Klaus Hohlfeld
- Marion Beaujean
- Birgit Dankert
- Jürgen Eyssen
- Maria Gress
- Hans Joachim Kuhlmann
- Ludwig Langenfeld
- Karl-Heinz Pröve
- Hansjörg Süberkrüb
- Wolfgang Thauer
- Karlheinz Wallraf
- Hermann Waßner
- Werner Mevissen
- Erwin Ackerknecht